# Kanton Aalst
Kanton Aalst is een kanton in de Belgische provincie Oost-Vlaanderen en in het gelijknamige arrondissement. Het is de bestuurslaag boven die van de desbetreffende gemeenten, tevens is het een gerechtelijk niveau waarbinnen één vredegerecht georganiseerd wordt dat bevoegd is voor de deelnemende gemeenten. Beide types kanton beslaan niet noodzakelijk hetzelfde territorium.

## Gerechtelijke kantons Aalst
Aalst bestaat uit 2 gerechtelijke kantons die elk een vredegerecht inrichten en gelegen zijn in het gerechtelijk arrondissement Oost-Vlaanderen.
- Aalst 1: Dit gerechtelijk kanton is bevoegd voor het gedeelte van de stad Aalst ten westen van de Dender, de Aalsterse deelgemeente Nieuwerkerken en de gemeente Erpe-Mere.
- Aalst 2: Dit gerechtelijk kanton is bevoegd voor het gedeelte van de stad Aalst ten oosten van de Dender, de Aalsterse deelgemeenten Baardegem, Erembodegem, Gijzegem, Herdersem, Hofstade, Meldert en Moorsel en de gemeente Lede.

De vrederechter is bevoegd bij gezinsconflicten, onderhoudsgeschillen, voogdij, voorlopige bewindvoering, mede-eigendommen, appartementseigendom, burenhinder ...
| Gebied           | Europese Unie    | België           | België           | België           | België           | Gent           | Oost-Vlaanderen | Oost-Vlaanderen             | Oost-Vlaanderen             | Aalst 1-2                       |                                 |                                 |                                 |
| Sociaal recht    | Hof van Justitie | Hof van Cassatie | Hof van Cassatie | Hof van Cassatie | Hof van Cassatie | Arbeidshof     | Arbeidshof      | Arbeidsrechtbank            | Arbeidsrechtbank            | Arbeidsrechtbank                | Arbeidsrechtbank                | Arbeidsrechtbank                |                                 |
| Handelsrecht     | Hof van Justitie | Hof van Cassatie | Hof van Cassatie | Hof van Cassatie | Hof van Cassatie | Hof van Beroep | Hof van Beroep  | Rechtbank van Koophandel    | Rechtbank van Koophandel    | Vredegerecht                    | Vredegerecht                    | Vredegerecht                    |                                 |
| Burgerlijk recht | Hof van Justitie | Hof van Cassatie | Hof van Cassatie | Hof van Cassatie | Hof van Cassatie | Hof van Beroep | Hof van Beroep  | Rechtbank van eerste aanleg | Rechtbank van eerste aanleg | Vredegerecht / Politierechtbank | Vredegerecht / Politierechtbank | Vredegerecht / Politierechtbank | Vredegerecht / Politierechtbank |
| Strafrecht       | Hof van Justitie | Hof van Cassatie | Hof van Cassatie | Hof van Cassatie | Hof van Cassatie | Hof van Beroep | Assisenhof      | Rechtbank van eerste aanleg | Rechtbank van eerste aanleg | Vredegerecht / Politierechtbank | Vredegerecht / Politierechtbank | Vredegerecht / Politierechtbank | Vredegerecht / Politierechtbank |

## Kieskanton Aalst
Het kieskanton Aalst is identiek aan het provinciedistrict Aalst en ligt in het kiesarrondissement Gent en ten slotte in de kieskring Oost-Vlaanderen. Het beslaat de stad Aalst en de gemeenten Erpe-Mere en Lede.